# Ceropectus
Ceropectus is een geslacht van kevers uit de familie  
kniptorren (Elateridae).
Het geslacht is voor het eerst wetenschappelijk beschreven in 1927 door Fleutiaux.

## Soorten
Het geslacht omvat de volgende soorten:
- Ceropectus cederholmi Ôhira, 1973
- Ceropectus messi (Candèze, 1874)